# نیروگاه هسته‌ای تریکاستین
نیروگاه هسته‌ای تریکاستین (به فرانسوی: Centrale nucléaire du Tricastin) یک نیروگاه هسته‌ای در فرانسه است که در Saint-Paul-Trois-Châteaux واقع شده‌است.